# HD 104625
HD 104625，又名BD-06 3499，SAO 138551、HR 4598，是一颗恒星，视星等为6.22，位于銀經282.54，銀緯53.25，其B1900.0坐标为赤經11h 57m 44.5s，赤緯-7° 53.25′ 38″。